# Symplocos barisanica
Symplocos barisanica är en tvåhjärtbladig växtart som beskrevs av Nooteboom. Symplocos barisanica ingår i släktet Symplocos och familjen Symplocaceae. Inga underarter finns listade i Catalogue of Life.